# باز اشنایدر
باز اشنایدر (انگلیسی: Buzz Schneider؛ زادهٔ ۱۴ سپتامبر ۱۹۵۴) بازیکن هاکی روی یخ اهل ایالات متحده آمریکا بود.